# Дністрянська Софія Львівна
Софія Львівна Дністрянська (24 жовтня 1882, Тернопіль — 9 лютого 1956, Вейпрти, Чехія, перепохов. 29 березня 2001, в Ужгороді) — українська піаністка, педагог. Сестра географа, академіка Степана Рудницького та письменника Юліана Опільського, дружина правника та політичного діяча Станіслава Дністрянського.

## Біографія
Софія Дністрянська (Рудницька) народилася 24 жовтня 1882 року в Тернополі в родині професора гімназії. З дитинства вона захоплювалася музикою і вже 6-річною дівчинкою почала вчитися гри на фортепіано у приватній музичній школі. У 1895 році поступила в Тернопільську гімназію і паралельно від 1891 року навчалася в приватній музичній школі (консерваторії) Карла Мікулі у Львові.
Переїхавши разом з чоловіком у Відень (1908), вступила на навчання до віденської Академії музики та відтворчого мистецтва (клас Луї Терна), яку закінчила 1913 року дипломом на право викладати музику і відкрити приватну музичну школу.  
З 1913 року починається педагогічна діяльність С. Дністрянської: спочатку вона викладала гру на фортепіано у віденській консерваторії, а 1916 року відкрила у Відні власну музичну школу, в якій навчала до 1922 року.
Одночасно піаністка активно включилася в українське життя Відня. Брала участь у святкуваннях роковин від дня народження чи смерті Т. Шевченка, М. Лисенка, М. Шашкевича. Влаштовувала і самостійні концерти фортепіанної музики.
1922—1933 роки — працює в Українському педагогічному інституті імені М. Драгоманова у Празі. В цей час активно співпрацювала в Українському жіночому союзі, який у березні 1921 року було прийнято до Міжнародної жіночої ліги за мир і свободу. На Другому Українському науковому з’їзді в Празі (1926) зацікавлення учасників викликала доповідь Дністрянської «Національні елементи у фортепіанній музиці останніх десятиліть», яку ілюструвала фрагментами композицій Брамса, Дебюссі, Ліста, Ґріґа, Сметани, Мусоргського, Чайковського, Лисенка — у власному виконанні на фортепіано.
E 1934 році родина Дністрянських переїхала з Праги до Ужгорода, де Софія працювала в дівочій учительській гімназії. 1935 року вона відкрила приватну музичну школу і протягом 1935–1938 років одночасно навчала музики в Ужгороді. Після окупації Карпатської України у 1939 році, повернулася до Праги, де знову ж заснувала власну музичну школу. 
Після війни у 1946–1952 роках викладала в музичній школі м. Трнава (Словаччина).
Померла 9 лютого 1956 року у м. Вейпорті (Західна Чехія). Перепоховання останків Софії Дністрянської в Ужгороді відбулося 29 березня 2001 року на міському цвинтарі Кальварія. 
У 2007 році академік М. Мушинка передав архів піаністки до Закарпатського краєзнавчого музею.

## Творча та педагогічна діяльність
Дністрянській належать цінні розвідки з історії української та світової музики, опубліковані в періодичній пресі. Найбільше статей вона присвятила творчості зачинателя української новітньої музики М. Лисенка. Писала про О. Носалевича, М. Менцинського, О. Мишугу, Ф. Колессу.
Із світової класики на увагу заслуговують її розвідки про Бетховена, Пуччіні та Ліста. Багато перекладала фахової літератури.
Хоч публіцистичній та громадській праці С. Дністрянська приділяла чимало енергії, основною ділянкою вона вважала педагогічну діяльність. Виховала цілу плеяду піаністів, які пізніше працювали в музичних ансамблях, оркестрах, школах: Галина Лагодинська-Залеська, Меланія Доскоч-Байлова, Галина Тимінська-Василашко, Ольга Дутко, Роман Венгринович-Саврук, Микола Долинай та інші.
Де б не жила піаністка, вона прагнула поєднати викладацьку працю з концертуванням. Протягом 1900-х і 1910-х років декілька разів виступала з оркестром у Львові — грала концерти Бетховена (№ 3), Ліста (№ 1), Зауера, Чайковського (№ 1), Рубінштейна. Це були перші такі виступи серед українських піаністів. С. Людкевич відзначав у рецензії, що артистці притаманні «вроджений інтелект і інтелігенція, темперамент і повне опанування технічне та зрозуміння інструмента». У Відні музикувала в ансамблі з австрійськими скрипалями. Концертувала в Празі, Ужгороді, Перемишлі, Чернівцях. Відомі й виступи Дністрянської-піаністки по радіо. В другій половині 1930-х років вона підготувала низку програм фортепіанної музики для Кошицького й Ужгородського радіо. До пізніх років, ще й у Словаччині, зберігала високу фаховість та мистецьку привабливість виконавства. 